# Circles (álbum)
Circles es el sexto álbum de estudio del rapero estadounidense Mac Miller. Miller se encontraba trabajando en él antes de su muerte, y fue lanzado póstumamente el 17 de enero de 2020. Su producción fue completada por Jon Brion.

## Antecedentes
En el momento de su muerte, el 7 de septiembre de 2018, Miller se encontraba en el proceso de grabación de Circles. Estaba destinado a ser un álbum complementario de Swimming (2018), con el concepto de «swimming in circles» (nadar en círculos). Jon Brion, quien trabajó con Miller en el álbum, completó la producción con base a su tiempo y conversaciones con Miller.
La familia de Miller anunció Circles a través de una nota en su cuenta de Instagram el 8 de enero de 2020.

## Lista de canciones
| Circles track listing |                 |              |          |  |
| N.º                   | Título          | Producer(s)  | Duración |  |
| 1.                    | «Circles»       | Mac Miller   | 2:50     |  |
| 2.                    | «Complicated»   | Mac Miller   | 3:52     |  |
| 3.                    | «Blue World»    | Guy Lawrence | 3:29     |  |
| 4.                    | «Good News»     | Mac Miller   | 5:42     |  |
| 5.                    | «I Can See»     | Jon Brion    | 3:40     |  |
| 6.                    | «Everybody»     | Mac Miller   | 4:16     |  |
| 7.                    | «Woods»         | Dan          | 4:46     |  |
| 8.                    | «Hand Me Downs» | Mac Miller   | 4:58     |  |
| 9.                    | «That's on Me»  | Mac Miller   | 3:37     |  |
| 10.                   | «Hands»         | Mac Miller   | 3:19     |  |
| 11.                   | «Surf»          | Miller       | 5:30     |  |
| 12.                   | «Once a Day»    | Miller       | 2:40     |  |

| Deluxe edition (bonus tracks) |            |             |          |  |
| N.º                           | Título     | Producer(s) | Duración |  |
| 13.                           | «Right»    | Miller      | 4:47     |  |
| 14.                           | «Floating» | Miller      | 4:14     |  |